# Liste der Kulturdenkmale in Haby
In der Liste der Kulturdenkmale in Haby sind alle Kulturdenkmale der schleswig-holsteinischen Gemeinde Haby (Kreis Rendsburg-Eckernförde) aufgelistet (Stand: 10. März 2025).

## Legende
In den Spalten befinden sich folgende Informationen:
- Objekt-ID: die Nummer des Kulturdenkmales
- Lage: die Adresse des Kulturdenkmales und die geographischen Koordinaten. Kartenansicht, um Koordinaten zu setzen. In der Kartenansicht sind Kulturdenkmale ohne Koordinaten mit einem roten Marker dargestellt und können in der Karte gesetzt werden. Kulturdenkmale ohne Bild sind mit einem blauen Marker gekennzeichnet, Kulturdenkmale mit Bild mit einem grünen Marker.
- Offizielle Bezeichnung: Bezeichnung des Kulturdenkmales
- Beschreibung: die Beschreibung des Kulturdenkmales
- Bild: ein Bild des Kulturdenkmales

## Gründenkmal
| Objekt-ID | Lage                                     | Offizielle Bezeichnung | Beschreibung | Bild            |
| --------- | ---------------------------------------- | ---------------------- | --- | --------------- |
| 54400     | Dorfstraße (54° 23′ 44″ N, 9° 49′ 11″ O) | Doppeleiche            | Doppeleiche; wohl 1898; zum 50-jährigen Jubiläum der Schleswig-Holsteinischen Erhebung gepflanzt; mit Gedenkstein - Begründung: geschichtlich, wissenschaftlich, städtebaulich - Schutzumfang: Doppeleiche, Gedenkstein - Denkmaltyp: Gründenkmal | Fotos hochladen |

## Quelle
- Liste der Kulturdenkmale in Schleswig-Holstein – Kreis Rendsburg-Eckernförde

- Karte mit allen Koordinaten:
- OSM |
- WikiMap